# Päpstin Johanna

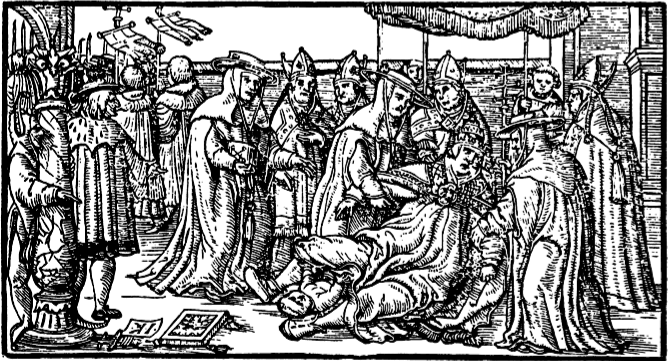
Darstellung der Niederkunft der Päpstin Johanna (Holzschnitt von Jacob Kallenberg, aus einer Ausgabe von Boccaccios De Claris Mulieribus)

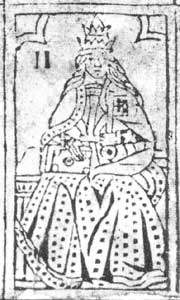
Tarot-Karte: „La Papessa“, 15. oder 16. Jhd.

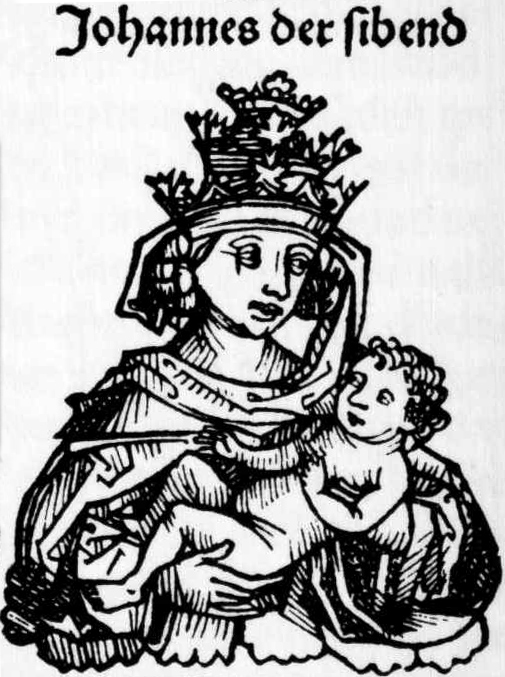
Darstellung der Päpstin Johanna in der Schedelschen Weltchronik (1493)

Bei Päpstin Johanna (auch Johannes Anglicus sowie Giovanni Femina, Jutta, Frau Jutte, Gilberta, Anna, Agnes oder Glancia genannt) handelt es sich um einen Legendenstoff, der von einer sich als Mann ausgebenden gelehrten Frau erzählt, die als Papst amtiert haben soll – in der kulturellen und kulturhistorischen Betrachtung zumeist identifiziert mit Johannes VIII. im 9. Jahrhundert.
Die heutige Geschichtswissenschaft geht jedoch davon aus, dass es kein reales historisches Vorbild für Johanna gab.

## Ursprung der Legende und Quellenlage
Die Legende um die Päpstin Johanna ist seit dem 13. Jahrhundert überliefert und erlangte im Spätmittelalter große Popularität und weite Verbreitung. Die ursprünglichen Formen der Sage berichteten von einer namenlosen Päpstin, die gegen Ende des 11. Jahrhunderts amtiert haben soll; so berichten es die Chronica universalis Mettensis des Jean de Mailly (lat. Iohannes de Malliaco) und der Tractatus de diversis materiis predicabilibus des Stephan von Bourbon um die Mitte des 13. Jahrhunderts.
Der Dominikaner Martin von Troppau verlegte diese Legende in seiner 1277 veröffentlichten Chronik dann in das 9. Jahrhundert und ergänzte sie um die Schwangerschaft und Niederkunft der Päpstin während einer Prozession. Von Martins Erzählung hängen alle späteren ab. Zwei Versionen von Martins Fassung beschreiben entweder den Tod der Päpstin und ihres Kindes bei dieser Geburt oder ihre Verbannung in ein Kloster. Spätere Überlieferungen der Legende schmücken meist die erste Version weiter aus, und der Päpstin werden andere Namen gegeben. Martins Version der Legende bildet auch die Basis der Version in der Schedelschen Weltchronik, die ebenfalls weite Verbreitung fand. Auch erwähnt Bartolomeo Platina sie 1479.
Quellen für die Legende, die vor das 13. Jahrhundert datiert werden können, sind nicht bekannt.
Erste ernsthafte Zweifel an der Historizität der Legende, die lange Zeit sogar von manchen Päpsten für glaubwürdig gehalten wurde, finden sich schon bei dem reformierten Kirchengeschichtler David Blondel (1590–1655). Die moderne Forschung geht, ungeachtet des Eindrucks, den manche populärwissenschaftliche Veröffentlichung erweckt, praktisch einhellig davon aus, dass die Geschichte eine freie Erfindung ist.
Eine Päpstin Johanna wird in verschiedenen historischen, aber unzuverlässigen und nicht zeitgenössischen Quellen erwähnt, bis ins 17. Jahrhundert auch in kirchlichen Texten.
Eine der am häufigsten genannten Quellen ist der Liber Pontificalis des früheren Gegenpapstes Anastasius Bibliothecarius (Exiguus), der ein Zeitgenosse der Päpstin gewesen wäre. Jedoch findet sich die entsprechende Angabe ausschließlich in dem Manuskript, das sich in der vatikanischen Bibliothek befindet, und nicht in denen an anderen Orten. Die Bemerkung zur Päpstin ist in der Handschrift überdies erst von einem späteren Schreiber als Glosse nachgetragen worden. Dieser Nachtrag wird durch die Analyse des Handschriftenstils auf das späte 13. oder 14. Jahrhundert datiert, dürfte unter dem Einfluss der Chronik Martins von Troppau entstanden sein und gilt daher nicht als zeitgenössischer Beleg. Gleiches gilt für die Manuskripte des Chronicon des Marianus Scotus. Während das Werk selbst im 11. Jahrhundert entstanden ist, werden alle Manuskripte, die einen Verweis auf eine Päpstin enthalten, auf ein späteres Datum als Martins Chronik datiert. Frühere Abschriften von Scotus’ Werk enthalten diese Hinweise nicht.

## Legenden
Als eine typische Version sei hier der Text der Version aus der spätmittelalterlichen Schedelschen Weltchronik (1493) wiedergegeben:

„Johannes auß engelland erlanget mit bösen künsten das babstthumb. dann wie wol sie ein weipliche person was so wanndert sie doch in gestalt vnnd geperde eins mannßpilds. vnd zohe noch also iung mit irem liebhaber eim gelerten mann gein Athenas. alda wardt sie der schrift also hohgelert das sie gein rom komende wenig ir gleiche in der heilligen schrift het. Nw erlanget sie mit lesen vnd scharpffem disputiren in scheyn eins mans vnder der verborgenheit irer weiplichkeit zu rom solche gutwilligkeit vnd glawbwirdigkeit das sie nach absterben Leonis an sein stat (als martinus spricht) mit allermenigclichs willen zu babst erkorn wardt. Aber sie wardt nachfolgend von eim irer diener geschwengert. vnnd als sie den leib ettwielang getragen het vnd eins tags in sant Johanßen lateranensischen kirchen geen wolt. do wardt sie zwischen der wunderburg vnd sandt Clementen mit ween befangen vnd gepare vnd starb an derselben statt. Ettlich schreiben wenn ein babst zu der benanten sant Johanßen kirchengeen wöll. vnd an dasselb end do das beschehen sey kome. so vermeyde der babst denselben weg in verschmehlicher gedechtnus solcher geschichten: zum andern wenn ein erwelter babst erstlich in sannt Peters. darzu gelöcherten stul gesetzt werdt so pflege der letst dyacon zu vermeyden der gleichen künftiger irrung dem babst seine manliche gepurt glyder durch denselben gelöcherten stul zeberüren.“

Als eine weitere Version sei hier der Text von Leopold Stainreuter aus der Österreichischen Chronik von den 95 Herrschaften aus dem späten 14. Jahrhundert (etwa 1384/85) wiedergegeben:

„Ain weib ward pabst nach Christi gepürd achthundert siben und vierczig jare und besazz den stul drew jar und fümf mened und het sich Johannes genennet. Si cham in mans chlaid gen Athen und lert grozz chünste. Darnach cham si gen Röm und lazz da manige grosse chunst. Ander maister, schuler und phaffen horten ir leczen, und was ze Röm die weil dhain maister, der alz maisterleich hiet gelesen. Darumb ward si zu ainem pabst erwelet und ward darnach swanger. Do si in ainer processen gen solt, do vieng si weibleich chranchait und geperte ain chind.“

## Hypothesen
Auch wenn in populärwissenschaftlichen Veröffentlichungen mitunter anderes behauptet wird – so etwa in einer ZDF-Dokumentation von 2012 mit Petra Gerster –, besteht aus Sicht der heutigen Geschichtswissenschaft kein Zweifel daran, dass es niemals eine Päpstin Johanna gab. Es existieren allerdings zahlreiche konkurrierende Hypothesen, welche die Entstehung der Legende um eine Päpstin zu erklären versuchen.
Eine Hypothese sieht die Geschichte der Päpstin Johanna als Legende, die ihren wahren Kern in der Machtstellung von Theophylakt hat, vor allem in den der beiden Frauengestalten Marozia, der Mutter von Papst Johannes XI., und ihrer Mutter Theodora, denen von antirömischen Autoren wie Liutprand von Cremona die wahre Macht hinter dem päpstlichen Thron nachgesagt wurde.
Der Kirchenhistoriker Cesare Baronio erklärte den Mythos hingegen als eine Satire auf Papst Johannes VIII. (Papst 872–882) wegen seiner angeblichen Weichheit im Umgang mit dem Patriarchen von Konstantinopel Photios I.
Der Historiker Michael Hesemann führt die Entstehung der Legende um die Päpstin Johanna auf zwei Faktoren zurück. Zum einen hieß die enge Gasse, die vom Lateran zum Vatikan führte, tatsächlich „vicus Papessa“, sie wurde aber nach einer dort bis ins 10. Jahrhundert residierenden Adelsfamilie, den „Papes“, benannt. Diese Gasse wurde tatsächlich wegen ihrer Enge von den Päpsten bei Prozessionen gemieden. Dort befand sich (unter der Kirche San Clemente) zum anderen ein einstiges Heiligtum des Mithraskultes. Eine dort einst befindliche Inschrift mit den lateinischen Buchstaben P.P.P.P.P.P. wird von den frühesten Quellen immer als Beleg für die Geschichte von der Päpstin genannt und als „Petre, Pater Patrum, Papisse Prodito Partum“ („Petrus, Vater der Väter, enthülle die Niederkunft des weiblichen Papstes“) gedeutet. Die fragliche, heute verlorene Inschrift dürfte allerdings bereits antik gewesen sein: Tatsächlich war P.P.P. („proprie pecunia posuit“: „stellte die notwendigen Mittel zur Verfügung“) eine übliche antike Weiheinschrift, während „Pater Patrum“ ein Hohepriester-Titel des Mithras-Kultes war, und „Petrus“ war bereits in vorchristlicher Zeit ein gebräuchlicher Name. Die Inschrift dürfte also lediglich festgehalten haben, dass ein Mithraspriester (namens Petrus) eine Weihung vorgenommen hatte. Ein an der Gasse aufgestelltes Madonnen-Bild wird noch heute gerne als Darstellung der Päpstin fehlgedeutet.
Überdies ist die Ansicht verbreitet, nach Johanna hätten sich frischgewählte Päpste auf einen besonderen Stuhl mit einem Loch in der Sitzfläche setzen müssen, durch den das Vorhandensein von Hoden überprüft worden sein soll. Dieser Stuhl werde als sella stercorata oder sedes stercorata (dt. Kotstuhl bzw. Kotsitz oder Porphyrstuhl) bezeichnet. Der Porphyrstuhl existiert zwar, doch über das angeblich zugehörige Ritual existieren mehrere widersprüchliche Darstellungen, die jeweils nur zu ihrer Zeit kursierende Gerüchte wiedergeben. Anders als mitunter behauptet wird, gibt es keine Augenzeugenberichte über eine solche Praxis. Möglicherweise handelt es sich um ein im Volk verbreitetes Missverständnis eines Aufstiegsrituals bei der Papstkrönung, bei dem der neugewählte Papst auf verschiedenen Stühlen der Reihe nach Platz nahm, die seinen Aufstieg hin zum Papstthron symbolisierten, begonnen mit dem Toilettenstuhl.

### Hypothese Papstnachfolge um Benedikt III.
Der offizielle Nachfolger von Papst Leo IV. war Benedikt III., über den jedoch nur wenige belegte Informationen vorliegen. Einige vermuteten deshalb, Benedikt III. sei von der römisch-katholischen Kirche erfunden worden, als im 17. Jahrhundert Päpstin Johanna aus der Geschichte getilgt worden sei. Jedoch gibt es sicher datierbare Münzen, die Benedikt III. zusammen mit dem am 28. September 855 verstorbenen Kaiser Lothar zeigen. Am 7. Oktober 855 erließ Benedikt III. eine Charta für die Abtei Corvey, zudem sind seine Korrespondenz mit dem Erzbischof von Reims und sein Rundschreiben an die Bischöfe im Reich Karls des Kahlen erhalten.
Eine andere Hypothese nimmt an, dass Päpstin Johanna zwischen Leo IV. und Benedikt III. den Heiligen Stuhl innehatte. Diese Hypothese lässt sich nicht durch historische Belege bestätigen. Der byzantinische Patriarch Photios I. (9. Jahrhundert), der ein Gegner des römischen Papsttums war, erwähnt in seinen Schriften Leo und Benedikt als direkt aufeinander folgende Päpste. Es findet sich auch dort, bei aller Kritik am römischen Papsttum, kein Hinweis auf eine Päpstin.

## Bearbeitungen

### Literarische Bearbeitungen
Der Legendenstoff um die Frau auf dem Papstthron hat nicht nur Historiker und Theologen beschäftigt, sondern wurde auch vielfältig literarisch bearbeitet:
- Boccaccio: De Iohanna anglica papa. In: De claris mulieribus. 1374
- Dietrich Schernberg: Ein schön Spiel von Frau Jutten. 1480; nach dem Eislebener Druck von 1565 hrsg. von Manfred Lemmer: Texte des späten Mittelalters und der frühen Neuzeit. Heft 24. E. Schmidt, Berlin 1971 (geistliches Versdrama)
- Hans Sachs: Historia von Johanne Anglica, der bäpstin. Hrsg. von Adelbert von Keller. Bibliothek des Litterarischen Vereins Stuttgart Bd. 8. Tübingen 1874, S. 652–655.
- Achim von Arnim: Päpstin Johanna. In: Achim von Arnims Schaubühne. Berlin 1813 (romantisches Universaldrama)
- Wilhelm Smets: Das Mährchen von der Päpstin Johanna auf’s Neue erörtert. Pappers und Kohnen, Köln 1829
- Emmanouil Roidis: I Papissa Ioanna. 1866
  - Die Päpstin Johanna. Ihre wahre Geschichte. Aus d. Neugriech. von Paul Friedrich. Bergisch Gladbach, Bastei-Lübbe 2000, ISBN 3-404-14446-5 (Studie aus dem Mittelalter, historischer Roman)
- Ludwig Gorm: Päpstin Johanna. Roman. Delphin-Verlag, München 1912
- Bertolt Brecht: Die Päpstin Johanna. In: Werke. Bd. 10. ISBN 3-518-40010-X (Stückfragment)
- Donna Woolfolk Cross: Pope Joan. 1996 (historischer Roman)
  - Die Päpstin. Berlin, Rütten und Loening 1996, ISBN 3-352-00527-3
- F. K. Waechter: Irdische Liebe. (Theaterstück)
- Klaus Völker (Hrsg.): Päpstin Johanna. Ein Lesebuch. Wagenbach, Berlin 1977, ISBN 3-8031-2031-4

### Dokumentarfilme
- Das Geheimnis der Päpstin. Ein Skandal und seine Geschichte Fernsehdokumentation von Daniel Sich und Christel Fomm, D 2012, Erstsendung am 9. April 2012 im ZDF (Dauerhaft abrufbar auf: youtube.com).
- Mythos - Die großen Rätsel der Geschichte: Die Päpstin. Fernsehdokumentation von Daniela Eberl, D 2022, Erstsendung am 17. April 2022 im ZDF.

### Spielfilme
- Papst Johanna (Pope Joan) mit Liv Ullmann in der Titelrolle, Regie: Michael Anderson, Großbritannien 1972
- Die Päpstin (Pope Joan) mit Johanna Wokalek in der Titelrolle, Regie: Sönke Wortmann, Deutschland/Großbritannien 2009

### Musical
- Die Päpstin – Das Musical mit Sabrina Weckerlin als Hauptdarstellerin, Mathias Edenborn als Gerold, Regie: Stanislav Mosa, Komponist: Dennis Martin, Musikalischer Leiter: Peter Scholz, Deutschland/Fulda 2011